# شهرستان ریچلند (مونتانا)
شهرستان ریچلند، مونتانا (به انگلیسی: Richland County, Montana) یک سکونتگاه مسکونی در ایالات متحده آمریکا است که در ایالت مونتانا واقع شده‌است.

## خصوصیات
شهرستان ریچلند ۵٬۴۴۶٫۷۸ کیلومترمربع مساحت دارد.